# Ekta Kapoor
Ekta Kapoor (Bombay, 7 de junio de 1975) es una productora de televisión, productora de cine, directora, directora conjunta y directora creativa  india de la empresa Balaji Telefilms, fundada en 1994. En 2001, Balaji Motion Pictures se fundó como filial de Balaji Telefilms Limited, productora y distribuidora cinematográfica. En abril de 2017, lanzó ALTBalaji, una plataforma de vídeo a la carta. 
En 2017, Kapoor también lanzó su biografía, Kingdom of the Soap Queen: The Story of Balaji Telefilms.
Kapoor fue honrada con el Padma Shri en 2020 por su trabajo en el campo de las artes.
También fue galardonada con el Premio de Dirección Emmy Internacional 2023 en la 51.ª edición de los Premios Emmy Internacionales. 

## Biografía

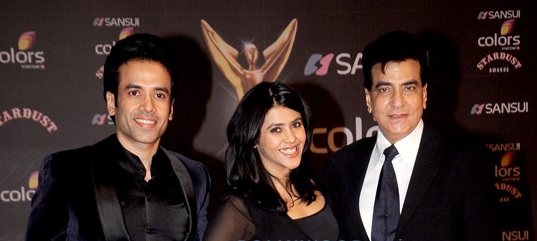
Ekta Kapoor (centro) con su hermano Tusshar (izquierda) y su padre Jeetendra (derecha)

Ekta Kapoor es hija de los actores Jeetendra y Shobha Kapoor. Su hermano menor, Tusshar Kapoor, es también un actor de Bollywood.
Fue a la escuela escocesa de Bombay, Mahim, y asistió a la universidad en el Mithibai College.
Kapoor no está casada, pero tiene un hijo llamado Ravie Kapoor, que nació el 27 de enero de 2019 por gestación subrogada.

## Trayectoria
Kapoor comenzó su carrera, haciendo prácticas con el director de publicidad y de largometrajes Kailash Surendranath, hasta que, tras obtener la financiación de su padre, decidió convertirse en productora  bajo su propia empresa, Balaji Telefilms. Sus proyectos iniciales fracasaron: seis de sus episodios piloto fueron rechazados, lo que supuso una pérdida total de 50 lakhs de rupias (equivalentes a 240.000 dólares estadounidenses en 2023). En 1995, Zee TV seleccionó Mano Ya Na Mano , y Doordarshan seleccionó su programa musical Dhun Dhamaka . Su comedia de 1995, Hum Paanch, fue su primer éxito.
Se aventuró en la producción de películas de Bollywood en 2001, comenzando con Kyo Kii... Main Jhuth Nahin Bolta, Kucch To Hai y Krishna Cottage, basadas en temas sobrenaturales, en 2003 y 2004. Kyaa Kool Hai Hum fue protagonizada por su hermano Tusshar Kapoor. Luego pasó a coproducir Shootout en Lokhandwala con Sanjay Gupta. Mission Istanbul y EMI   - Liya Hai Toh Chukana Padhega en colaboración con Sunil Shetty.
En 2010 a 2014 estrenó varias películas como Love Sex aur Dhokha, Once Upon a Time in Mumbaai y Shor in the City . Dice que en un momento dado perdió la confianza en sí misma después de que sus películas fracasaran una tras otra, por lo que al principio no estaba segura de producir Half Girlfriend.
En 2012, Ekta Kapoor fundó el Instituto de Excelencia Creativa, una escuela de formación en medios de comunicación a través de su productora Balaji Telefilms.
Kapoor también ha creado y producido más de 130 telenovelas indias bajo su bandera Balaji Telefilms Limited. Algunos de sus espectáculos más populares y de mayor audiencia son Hum Paanch, Kyunki Saas Bhi Kabhi Bahu Thi, Kahaani Ghar Ghar Ki, Kaahin Kissii Roz, Kasautii Zindagii Kay, Kahiin To Hoga, Kasamh Se, Pavitra Rishta, Bade Acche Lagte Hain, Yeh Hai Mohabbatein Jodha Akbar . Naagin, Kumkum Bhagya, Kasam Tere Pyaar Ki, Kundali Bhagya y varios otros que fueron acreditados con el inicio de una nueva ola en la televisión india, lo que la llevó a ser conocida como la "Zarina de la televisión" y "la Reina de la Televisión de la India".
Kapoor también ha lanzado 40 series de televisión web en línea a través de su aplicación digital ALTBalaji.
También ha lanzado su serie de moda con EK Label. En los últimos tiempos ha sido nombrada Content Czarina.

## Recopilación de trabajos

### Discografía
2019, tema de Vande Mataram en Romeo Akbar Walter

### Televisión
La siguiente es la lista de los programas de televisión producidos por Kapoor bajo su bandera Balaji Telefilms. Nota: las series de televisión en negrita son los programas que se están emitiendo actualmente. 
| - 1995: Padosan - 1995: Captain House - 1995: Mano Ya Na Mano - 1995: Hum Paanch (1ª temporada) - 1999: Bandhan - 1999: Kanyadaan - 2000: Itihaas - 2000: Kaun - 2000: Kasamm - 2000: Kashti - 2000: Kavita - 2000: Kundali - 2000: Koshish... Ek Aasha - 2000: Ghar Ek Mandir - 2000: Kyunki Saas Bhi Kabhi Bahu Thi - 2000: Kahaani Ghar Ghar Kii - 2001: Kuch Khona Hai Kuch Pana Hai - 2001: Kaleerein - 2001: Karam - 2001: Kabhii Sautan Kabhii Sahelii - 2001: Kkusum - 2001: Kohi Apna Sa - 2001: Kalash - 2001: Kutumb - 2001: Kaahin Kissii Roz - 2001: Kasautii Zindagii Kay - 2002: Hum Paanch (2ª temporada) - 2002: Kitne Kool Hai Hum - 2002: Kya Hadsaa Kya Haqeeqat - 2002: Kuchh Jhuki Palkain - 2002: Kammal - 2002: Kahi To Milenge - 2003: Kahani Terrii Merrii - 2003: Kayaamat - 2003: Kahiin to Hoga - 2003: Kkoi Dil Mein Hai - 2004: Kaarthika - 2004: Kosmiic Chat - 2004: Kalki (serie de TV) - 2004: Karma - 2004: Kyaa Kahein - 2004: Kitni Mast Hai Zindagi - 2004: Kkehna Hai Kuch Mujhko - 2004: K. Street Pali Hill - 2004: Kesar - 2005: Hum Paanch Tadka Mar Ke - 2005: Kkavyanjali - 2005: Kaisa Ye Pyar Hai - 2006: Kandy Floss - 2006: Kyaa Hoga Nimmo Kaa - 2006: Thodi Si Zameen Thoda Sa Aasmaan - 2006: Kasamh Se - 2006: Karam Apnaa Apnaa - 2007: Kahe Naa Kahe - 2007: Khwaish - 2007: Kuchh Is Tara - 2007: Kayamath - 2007: Kasturi - 2007: Kya Dill Mein Hai - 2008: Kaun Jeetega Bollywood Ka Ticket - 2008: Kahaani Hamaaray Mahaabhaarat Ki - 2008: Kabhi Kabhii Pyaar Kabhi Kabhii Ya - 2008: Kis Desh Mein Hai Meraa Dil - 2008: Tujh Sang Preet Lagai Sajna | - 2009: Koi Aane Ko Hai - 2009: Kitani Mohabbat Hai (temporada 1) - 2009: Bandini - 2009: Bairi Piya - 2009: Bayttaab Dil Kee Tamanna Hai - 2009: Pyaar Ka Bandhan - 2009: Pavitra Rishta - 2010: Sarvggun Sampanna - 2010: Keshav Pandit - 2010: Tere Liye - 2010: Kitani Mohabbat Hai (temporada 2) - 2010: Pyaar Kii Ye Ek Kahaani - 2011: Parichay – Nayee Zindagi Kay Sapno Ka - 2011: Bade Achhe Lagte Hain - 2012: Kya Huaa Tera Vaada - 2012: Gumrah: End of Innocence - 2012: Gumrah (temporada 2) - 2012: V The Serial - 2013: Confessions of an Indian Teenager - 2013: Ek Thhi Naayka - 2013: Savdhaan India - 2013: Gumrah (temporada 3) - 2013: MTV Webbed (temporada 1) - 2013: Jodha Akbar - 2013: Pavitra Bandhan - 2013: Ye Hai Mohabbatein - 2014: MTV Webbed (temporada 2) - 2014: Meri Aashiqui Tum Se Hi - 2014: Kumkum Bhagya - 2014: Gumrah (temporada 4) - 2014: Yeh Dil Sun Raha Hai - 2014: Box Cricket League (temporada 1) - 2014: Ajeeb Daastaan Hai Ye - 2014: Itna Karo Na Mujhe Pyaar - 2015: Kasam Tere Pyaar Ki - 2015: Kalash - Ek Vishwaas - 2015: Nach Baliye 7 - 2015: Gumrah (temporada 5) - 2015: Kuch Toh Hai Tere Mere Darmiyaan - 2015: Pyaar Ko Ho Jaane Do - 2015: Yeh Kahan Aa Gaye Hum - 2015: Naagin (temporada 1) - 2016: Box Cricket League (temporada 2) - 2016: Mazaak Mazaak Mein - 2016: Kavach...Kaali Shaktiyon Se - 2016: Brahmarakshas - Jaag Utha Shaitaan - 2016: Naagin (temporada 2) - 2016: Pardes Mein Hai Meraa Dil - 2016: Chandra Nandini - 2017: Dhhai Kilo Prem - 2017: Kundali Bhagya - 2017: Chandrakanta — Ek Mayavi Prem Gaatha - 2017: Box Cricket League (temporada 3) - 2018: Naagin (temporada 3) - 2018: Dil Hi Toh Hai - 2018: Qayamat Ki Raat - 2018: Kasautii Zindagii Kay - 2018: Daayan - 2019: Kavach (temporada 2) - 2019: Bepanah Pyaar - 2019: Haivaan - The Monster - 2019: Naagin (temporada 4) - 2020: Yeh Hai Chahatein - 2020: Aa Dekhe Zara |

### Películas
La siguiente es la lista de películas producidas por Kapoor bajo su bandera Balaji Motion Pictures.
| - 2001: Kyo Kii... Main Jhuth Nahin Bolta - 2003: Kucch To Hai - 2004: Krishna Cottage - 2005: Kyaa Kool Hai Hum - 2005: Koi Aap Sa - 2007: Shootout at Lokhandwala - 2008: Mission Istanbul - 2008: C Kkompany - 2008: EMI – Liya Hai Toh Chukana Parega - 2010: Love Sex aur Dhokha - 2010: Once Upon a Time in Mumbaai - 2011: Taryanche Bait - 2011: Shor in the City - 2011: Ragini MMS - 2011: The Dirty Picture - 2012: Kyaa Super Kool Hai Hum - 2013: Ek Thi Daayan - 2013: Shootout at Wadala - 2013: Lootera - 2013: Once Upon a Time In Mumbaai Dobara | - 2014: Shaadi Ke Side Effects - 2014: Ragini MMS 2 - 2014: Main Tera Hero - 2014: Kuku Mathur Ki Jhand Ho Gayi - 2014: Ek Villain — There's one in every love story - 2016: Kyaa Kool Hain Hum 3 - 2016: Azhar - 2016: Udta Punjab - 2016: Great Grand Masti - 2016: A Flying Jatt - 2017: Half Girlfriend - 2017: Super Singh - 2018: Veere Di Wedding - 2018: Laila Majnu - 2019: Judgementall Hai Kya - 2019: Jabariya Jodi - 2019: Dolly Kitty Aur Woh Chamakte Sitare - 2019: Dream Girl - TBA: Kurein |

### Serie web
La siguiente es la lista de series web creadas/desarrolladas/producidas por Kapoor bajo su bandera ALT Digital Media Entertainment para su plataforma de video a pedido ALT Balaji. 
| - Maya Thirrai - Romil & Jugal - Bewafaa sii Wafaa - Boygiri - Karrle Tu Bhi Mohabbat - Dev DD - The Test Case - Class of 2017 - CyberSquad - Pammi Aunty - Ragini MMS: Returns - Bose: Dead/Alive - Dhimaner Dinkaal | - Fourplay - Haq Se - Kehne Ko Humsafar Hain - PM Selfiewallie - Galti Se Mis-Tech - Gandii Baat - Hum - I'm Because of Us - Home - XXX - Baarish - Broken - BOSS: Baap of Special Services - Bekaboo |

## Premios y reconocimientos
Kapoor también trabaja en la escritura del guion, la conversión creativa y la construcción de conceptos. Habiendo sido elegida como una de las 50 'Comunicadoras más poderosas de Asia' por la revista Asia Week en 2001, ha ayudado a lanzar las carreras de muchos actores y actrices.
Fue elegida para dirigir el comité de entretenimiento de la Confederación de Industrias Indias (CII). Los otros premios que recibió son: El Premio de la Sociedad Achiever y el de Mejor Empresario del Año 2001.
Kapoor está considerada como una de las mujeres más poderosas de la industria de la televisión y se encuentra entre las 25 mejores empresarias de la India.
Kapoor también ha recibido premios como productora de Balaji Telefilms. Entre ellos se encuentran los premios de la Academia de Televisión de la India, los premios Telly de la India, los premios Kalakar, los premios de la televisión asiática, los premios Apsara, los premios Zee Rishtay, el 3er premio Boroplus, los premios New Talent, los premios BIG Star Entertainment, el 4º premio Boroplus, el GR8! Women Awards, Asia's Social Empowerment Awards, Lions Gold Awards, Stardust Awards, Screen Awards, Pune International Film Festival, Zee Gaurav Puraskar, National Media Network Film and TV Awards, the Global Indian Film and TV Honors, y ETC Bollywood Business Awards.
La siguiente es la lista reciente de premios recibidos por Kapoor: 
- 2010: Premios de la Sociedad Indoamericana, Mujer emprendedora más destacada[127]
- 2012: Premio Nacional de Medios para la Academia Asiática de Cine y Televisión, Productor de cine y televisión más exitoso[128]
- 2012: Premios IMC Women Achiever, Mujeres triunfadoras del año
- 2014: Premios a las mujeres más poderosas de la India, Excelencia corporativa en negocios de entretenimiento[129]
- 2014: Bharat Gaurav Achievement Awards[130]
- 2016: IMPACT's 50, Las mujeres más influyentes en los medios de comunicación, Marketing y Publicidad[131]
- 2017: Premios de la Academia de Televisión India, Sterling Icon of Entertainment[132]
- 2018: IWM Digital Awards, Persona web del año[133]
- 2018: Business Today, La mujer más poderosa en los negocios indios[134]
- 2018: Organización de Damas FICCI, Icono del año[135]
- 2018: Premios ABP News Telebrations, Gran triunfador del año[136][137]
- 2018: Premios de la Academia india de Televisión, programa más visto en la TV - Naagin (temporada 3)[138]
- 2018: Premios de la Academia de Televisión India, Canal web de estreno del año - ALTBalaji[139] - ALT Balaji
- 2018: Premios Jagran Cinema Summit, Icono de entretenimiento[140]
- 2018: Forbes Tycoon of Tomorrow, Icon of Excellence[141][142]
- 2018: Outlook India Speakout Awards, Mujer triunfadora del año[143]
- 2019: Premios empresariales Hindustan Times, Icono empresarial del continente[144]
- 2019: ET Business Awards, Creador de contenido del año[145][146]
- 2019: Business Today, La mujer más poderosa en los negocios indios[147]
- 2019: Premios Talent Track, Creador de contenido digital[148]
- 2019: Businessworld, BW La mujer más influyente de la India[149]
- 2019: Premios Maharashtra Achiever, Content Power House of the Year[150]
- 2019: International Quality Awards, Creador de contenido del año[151]
- 2019: HT El cineasta más elegante del año[152]
- 2019: Premios Fortune India, Las mujeres de negocios más poderosas del año[153]